# Liste der Erzbischöfe von Gniezno
Die folgenden Personen waren Bischöfe und Erzbischöfe von Gnesen:
- 999–1006/1012/1022 Gaudentius
- ?–1027 Hipolit
- 1027–1028 Bossuta Stefan
- 1076?–1092 Bogumił

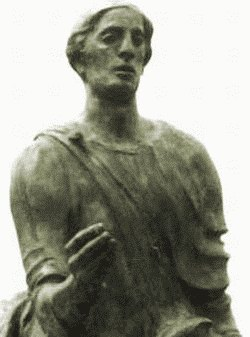
Gaudentius von Gniezno

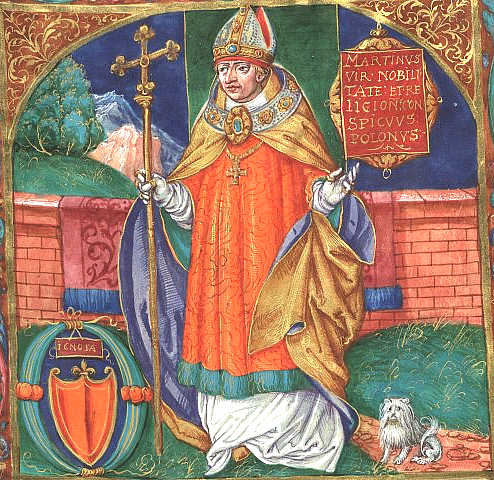
Martin

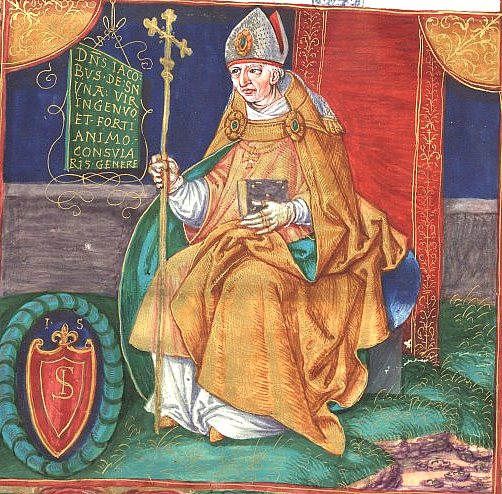
Jakob I. von Żnin

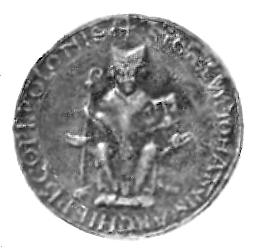
Johann I.

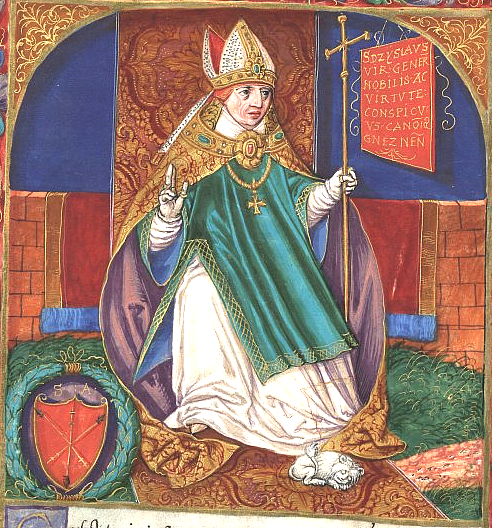
Zdzisław I.

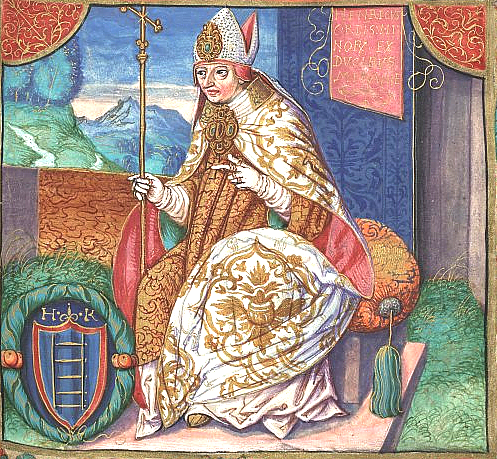
Heinrich I. Kietlitz

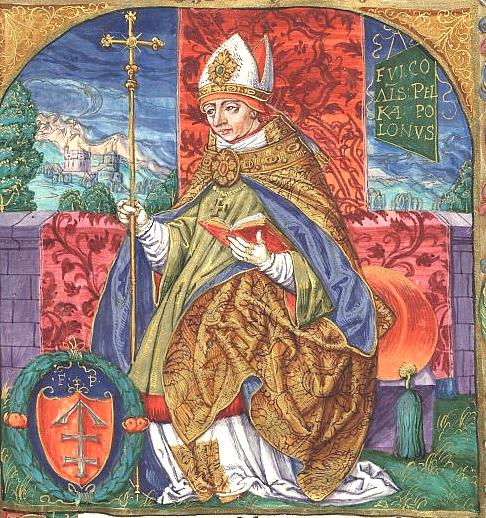
Fulko I.

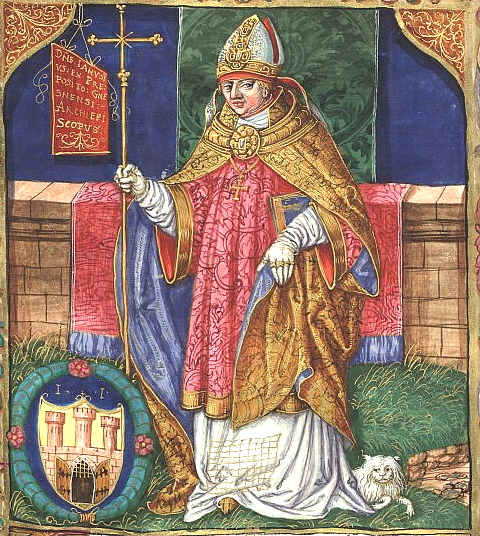
Janusz I.

- um 1092? Heinrich von Wülzburg (?)
- (um 1099 bis nach 1112)[1] Martin
- ?   Heinrich von Wülzburg
- (vor 1136[2]–1148) Jakob I. von Żnin
- 1149–nach 1167 Johann I.
- (belegt 1177–1180) Zdzisław I.[3]
- (nach 1180 bis vor 1191) Bogumił[3]
- 1191–1198 – Peter[3]
- 1199–1219 Heinrich I. Kietlitz
- 1219–1220 Iwo Odrowąż
- 1220–1232 Wincenty I. Niałek
- 1232–1258 Fulko I.
- 1258–1271 Janus I.
- 1271–1278 vakant
- 1278 Martin von Troppau
- 1278–1283 vakant
- 1283–1314 Jakob II. Świnka
- 1314–1316 vakant
- 1316–1317 Borzyslaw I
- 1317–1341 Janislaw I.
- 1342–1374 Jaroslaw I. Bogoria
- 1374–1382 Janusz II. Suchywilk
- 1382–1388 Bodzeta von Kosowic
- 1389–1394 Johann Kropidlo
- 1394–1401 Dobrogost Nowodworski
- 1402–1411 Mikolai I. Kurowski
- 1412–1422 Mikolai II. Traba
- 1423–1436 Wojciech I. Jastrzębiec
- 1437–1448 Wincenty II. Kot
- 1449–1453 Wladyslaw I. von Oporowski
- 1453–1464 Johann II. von Szprewy
- 1464–1473 Johann III. Gruszczynski
- 1473–1480 Jakob III. Sieniński
- 1481–1493 Zbigniew Oleśnicki
- 1493–1503 Friedrich Jagiello
- 1503–1510 Andrzej I. Boryszewski
- 1510–1531 Johannes IV. á Lasco
- 1531–1535 Maciej I. Drzewicki
- 1535–1537 Andrzej II. Krzycki
- 1537–1540 Johann V. Latalski
- 1541–1545 Peter III. Gamrat
- 1546–1559 Mikolai III. Dzierzgowski
- 1559–1562 Jerzy Przerębski
- 1562–1581 Jakub IV. Uchański
- 1581–1603 Stanislaw I. Karnkowski
- 1604–1605 Jan VI. Tarnowski
- 1606–1608 Bernard Maciejowski
- 1608–1615 Wojciech II. Baranowski
- 1616–1624 Wawrzyniec Gembicki
- 1624–1626 Henryk II. Firlej
- 1627–1638 Jan VII. Wężyk
- 1638–1641 Jan VIII. Lipski
- 1641–1652 Maciej II. Łubieński
- 1653–1658 Andrzej II. Leszczyński
- 1659–1666 Wenceslaus Leszczynski
- 1666–1673 Mikolaj IV. Prazmowski
- 1673–1674 Kazimierz Florian Czartoryski
- 1674–1677 Andrzej III. Olszowski
- 1677–1679 vakant
- 1679–1685 Johann IX. Stephan Wydzga
- 1685–1688 vakant
- 1688–1705 Michael Stephan Radziejowski
- 1706–1721 Stanislaw II. Szembek
- 1721–1723 vakant
- 1723–1738 Teodor Andrzej Potocki
- 1739–1748 Krzysztof Antoni Szembek
- 1749–1759 Adam Ignacy Komorowski
- 1759–1767 Władysław Aleksander Łubieński
- 1767–1777 Gabriel Podolski
- 1777–1784 Antoni Kazimierz Ostrowski
- 1785–1794 Michal II. Jerzy Poniatowski
- 1795–1801 Ignatius I. Krasicki
- 1801–1806 vakant
- 1806–1818 Ignatius II. Raczynski
- 1818–1821 vakant
- Von 1821 bis 1946 Personalunion mit dem Erzbistum Posen
- 1821–1825 Tymoteusz Paweł Gorzeński
- 1825–1828 vakant
- 1828–1829 Teofil Cyprian Wolicki
- 1829–1831 vakant
- 1831–1842 Martin II. Sulgustowski–Dunin
- 1842–1845 vakant
- 1845–1865 Leon Michał Przyłuski
- 1866–1886 Mieczyslaw Halka Kardinal Ledóchowski
- 1886–1890 Julius Dinder
- 1891–1906 Florian Stablewski
- 1906–1914 vakant
- 1914–1915 Edward Likowski
- 1915–1926 Edmund Kardinal Dalbor
- 1926–1948 August Kardinal Hlond SDB
- Von 1946 bis 1992 Personalunion mit dem Erzbistum Warschau
  - 1948–1981 Stefan Kardinal Wyszyński
  - 1981–1992 Józef Kardinal Glemp
- 1992–2010 Henryk Muszyński
- 2010–2014 Józef Kowalczyk
- seit 2014 Wojciech Polak

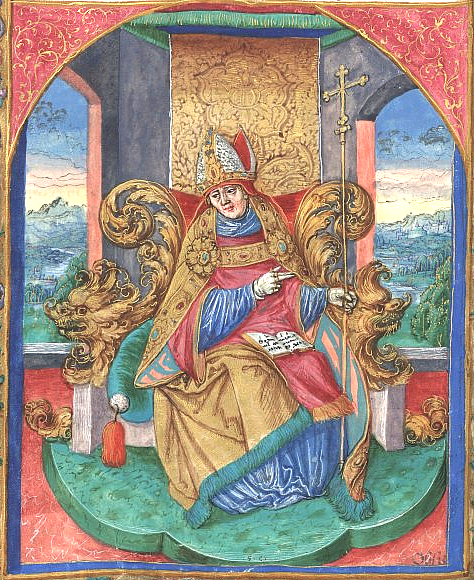
Bodzanta
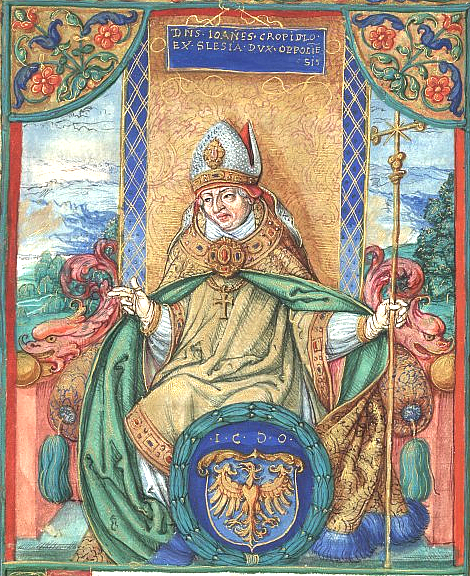
Jan Kropidło
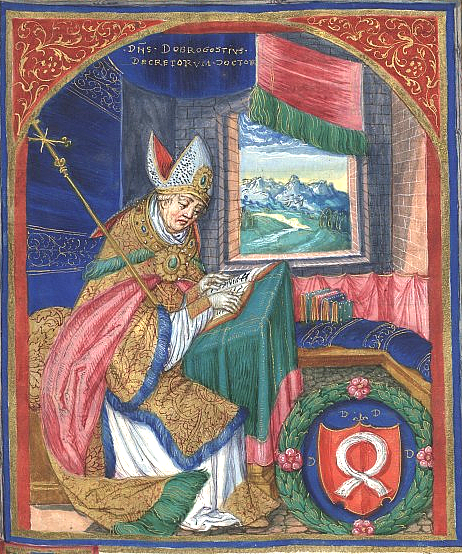
Dobrogost Nowodworski
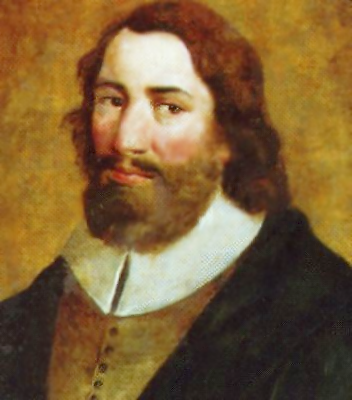
Mikolai I. Kurowski
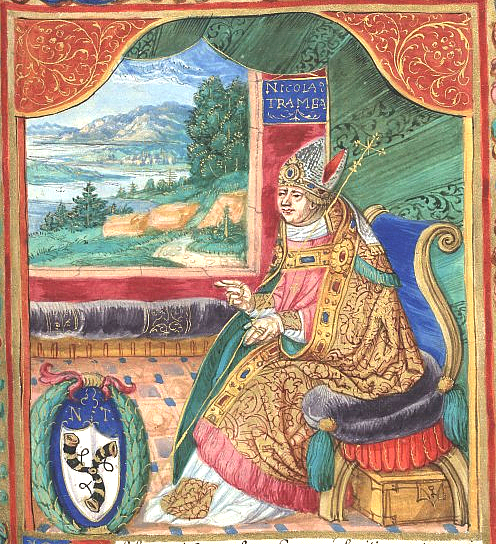
Mikolai II. Traba
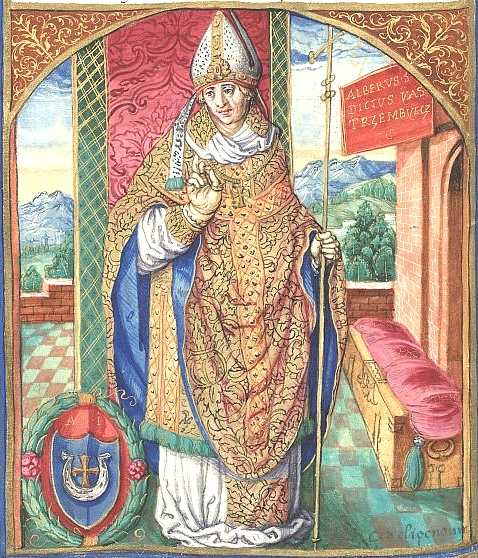
Wojciech I. Jastrzębiec
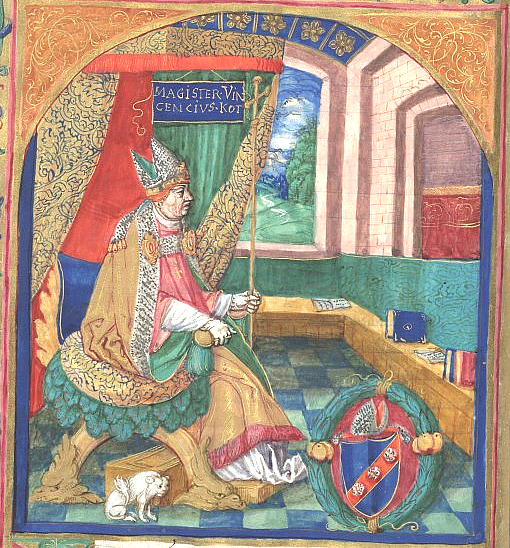
Wincenty II. Kot
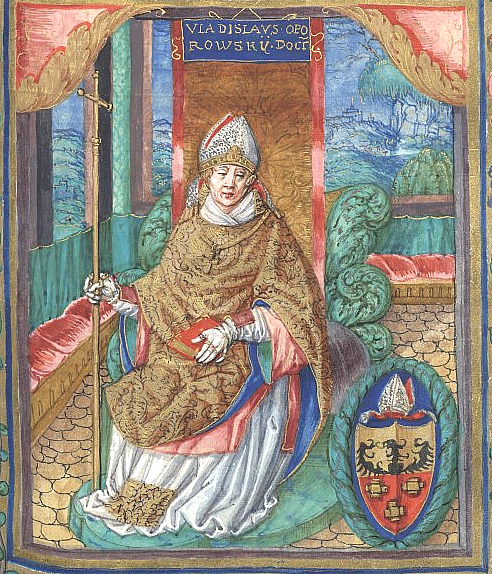
Wladyslaw I. von Oporowski
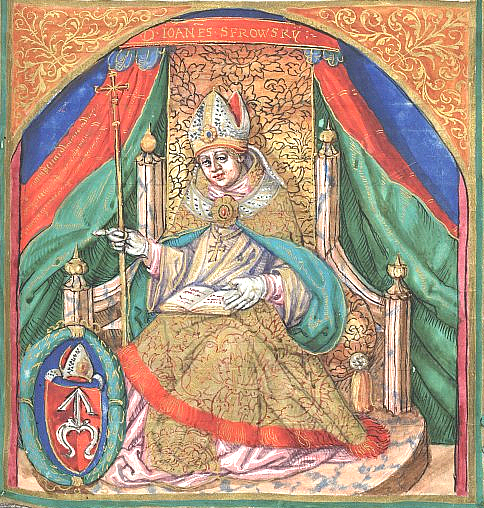
Johann II. von Szprewy
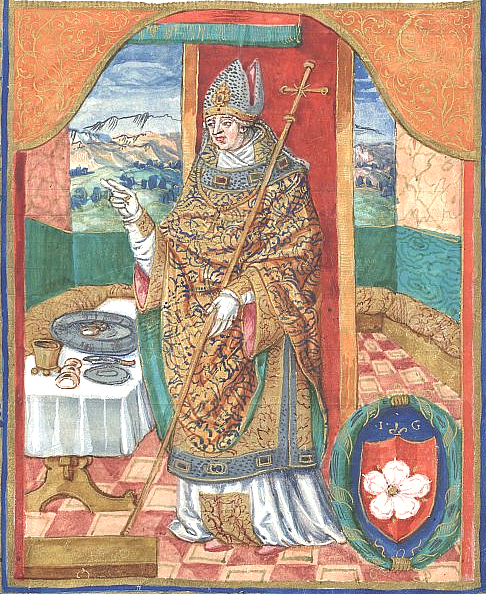
Johann III. Gruszczynski
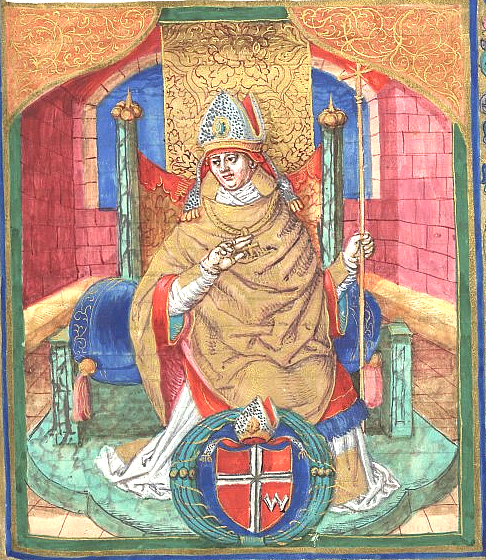
Jakob III. Siemienski
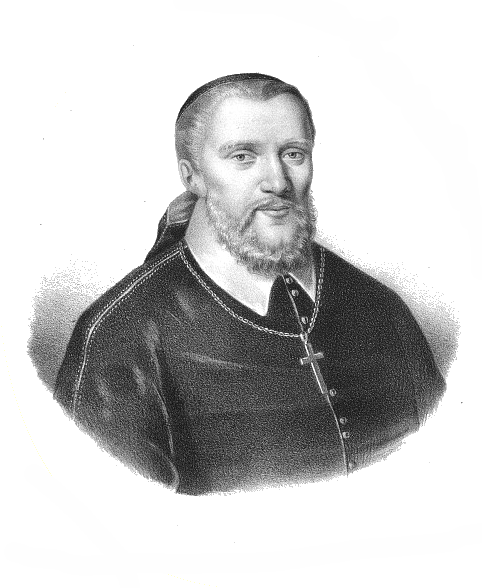
Andrzej I. Boryszewski
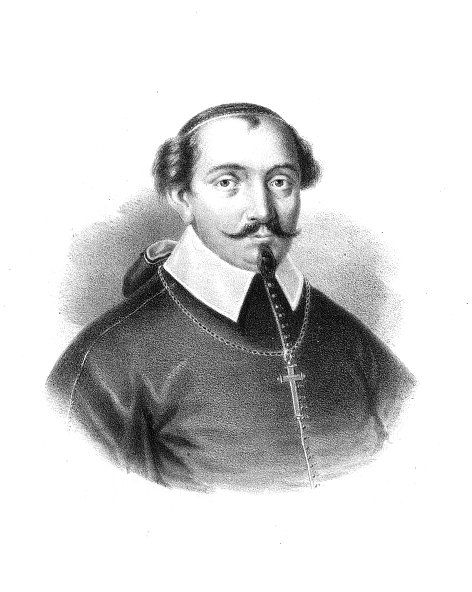
Maciej I. Drzewicki
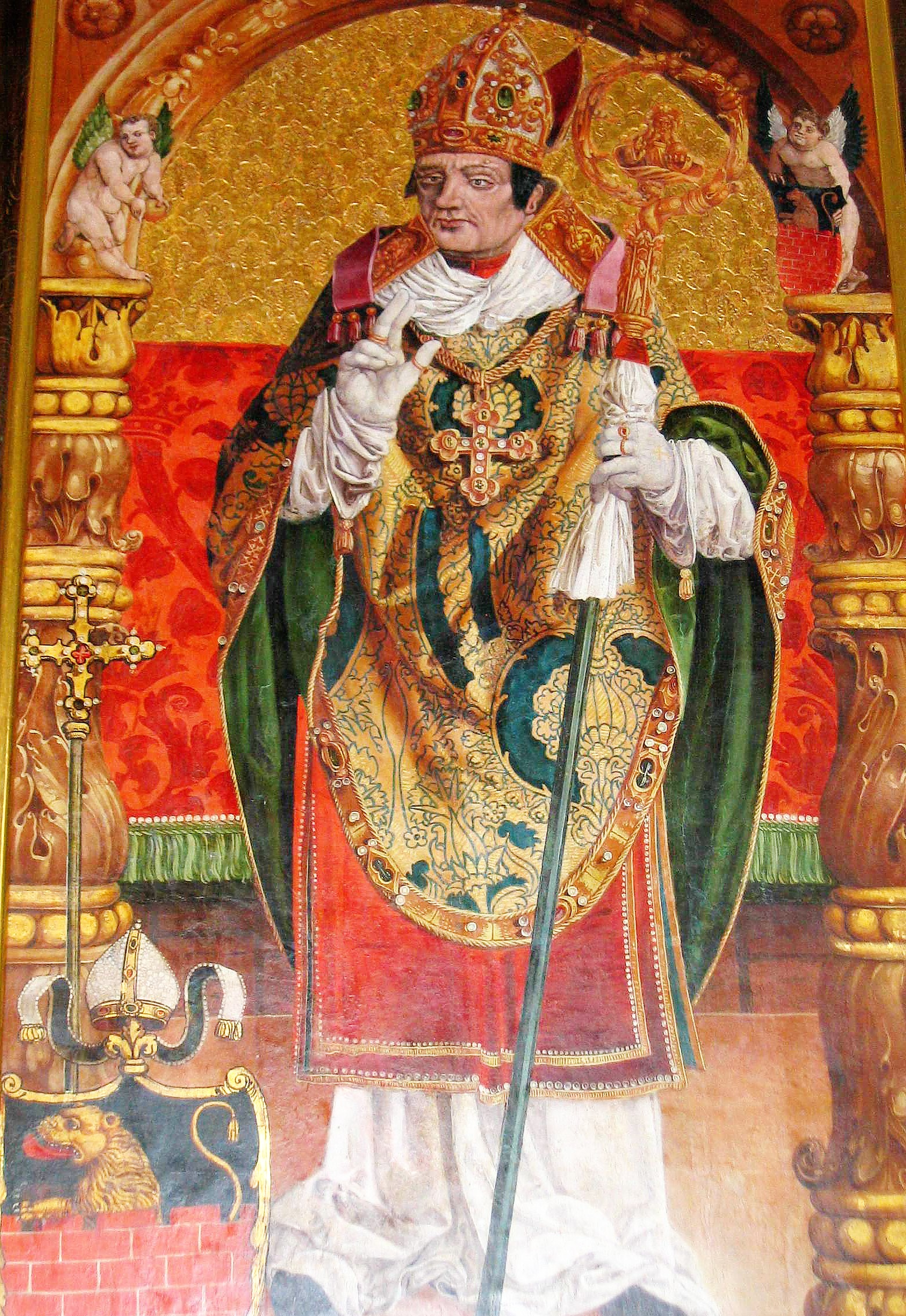
Johann V. Latalski
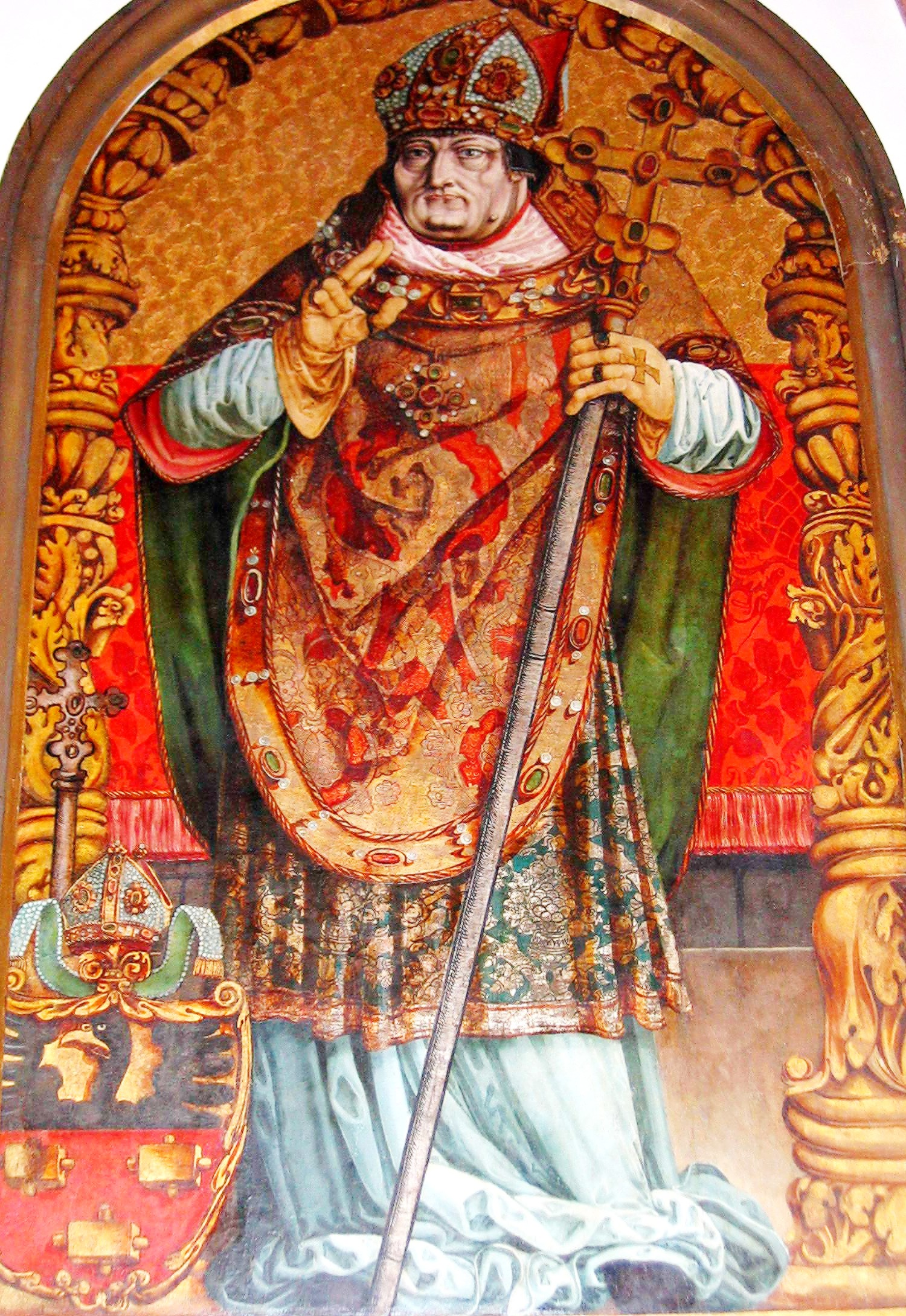
Peter III. Gamrat
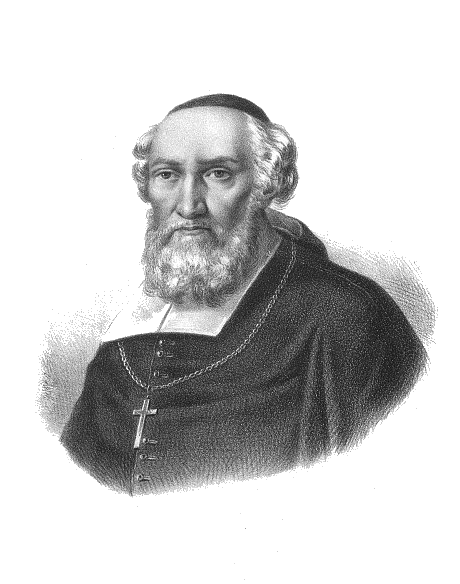
Mikolai III. Dzierzgowski
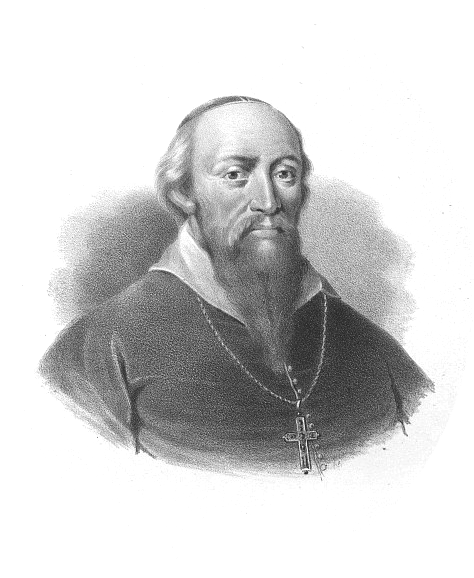
Jerzy Przerębski
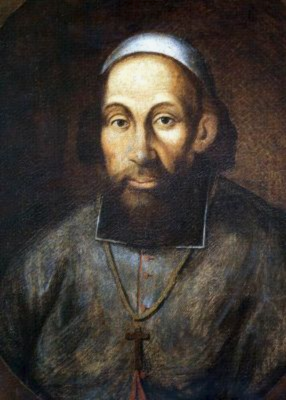
Jan VI. Tarnowski
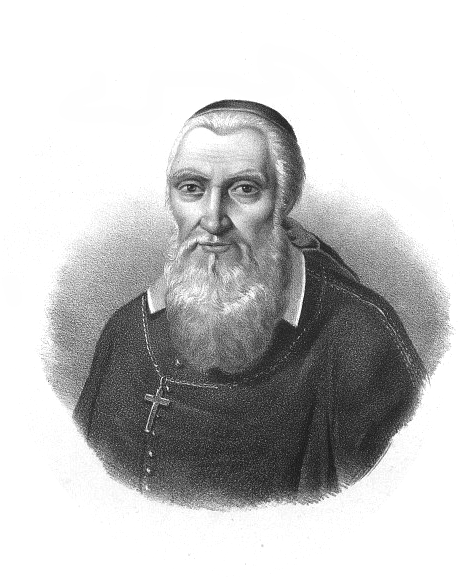
Wawrzyniec Gembicki
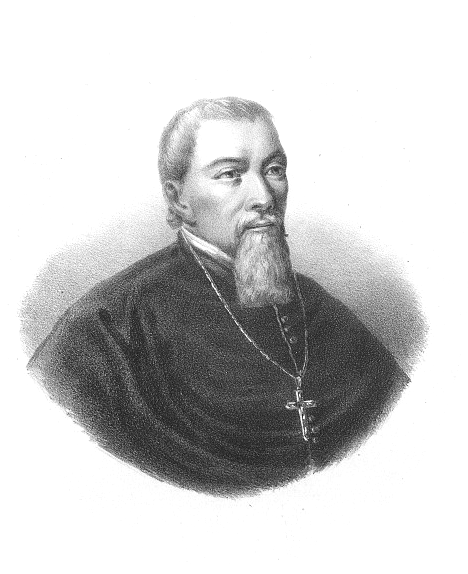
Henryk II. Firlej
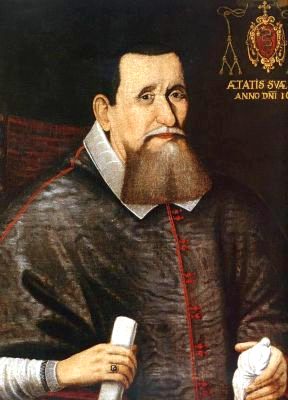
Jan VII. Wężyk
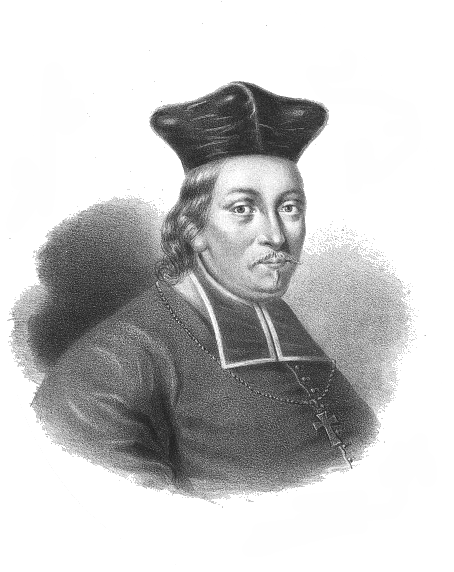
Jan VIII. Lipski
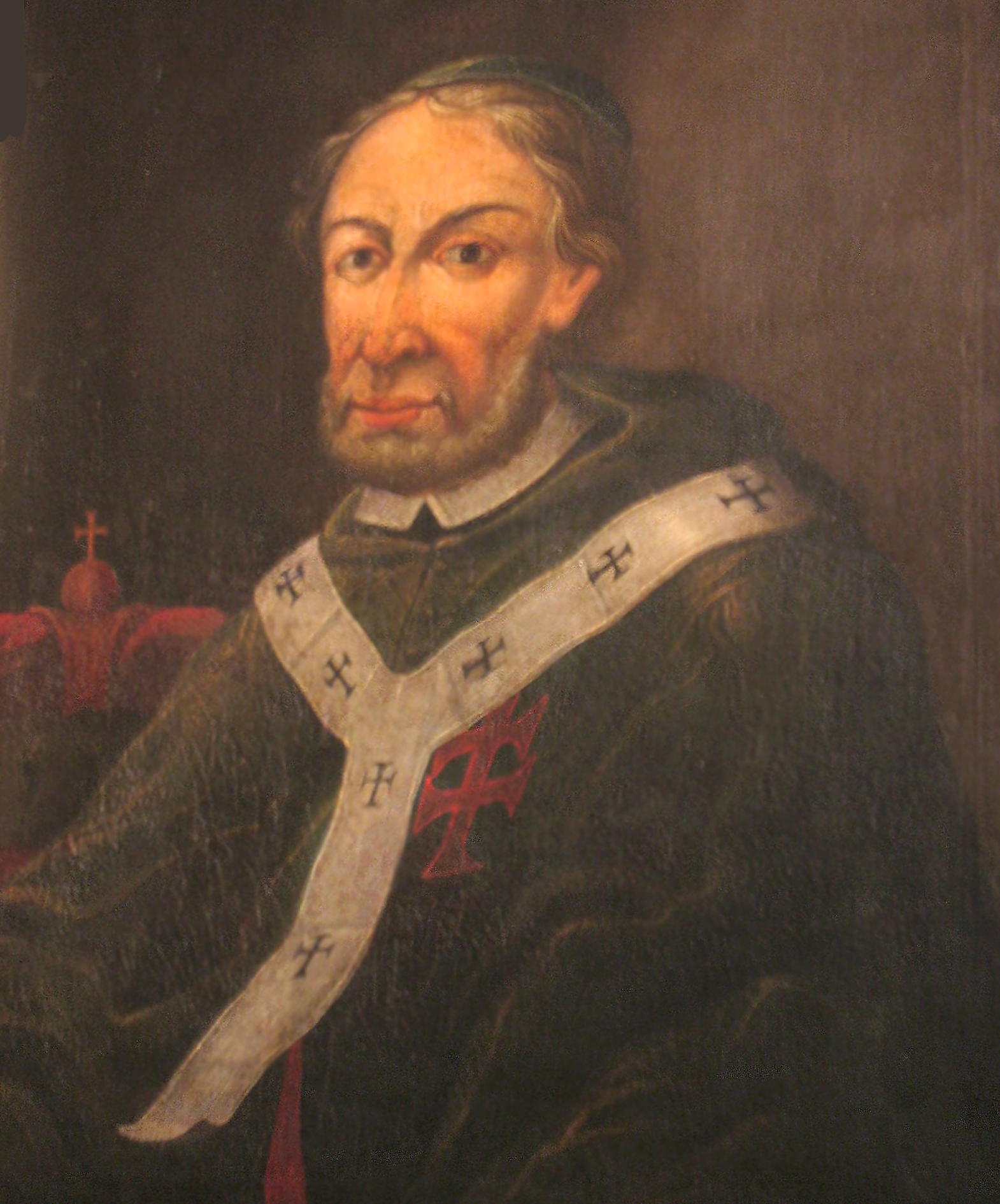
Maciej II. Łubieński
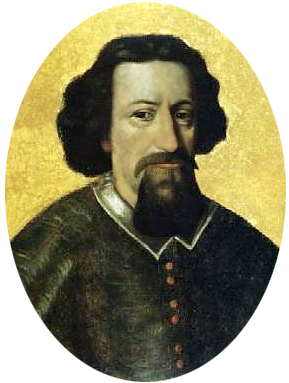
Andrzej II. Leszczyński
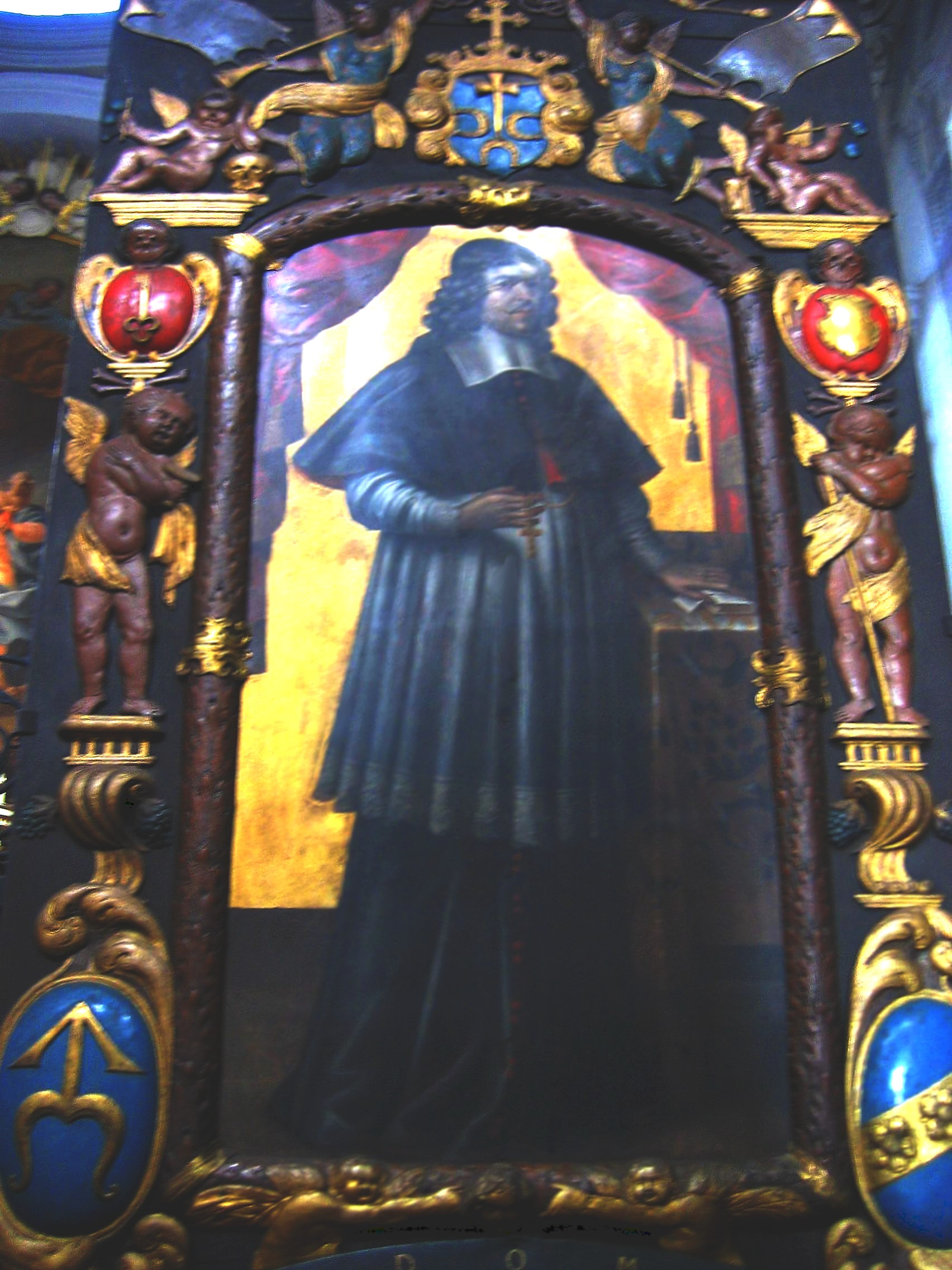
Mikolaj IV. Prazmowski
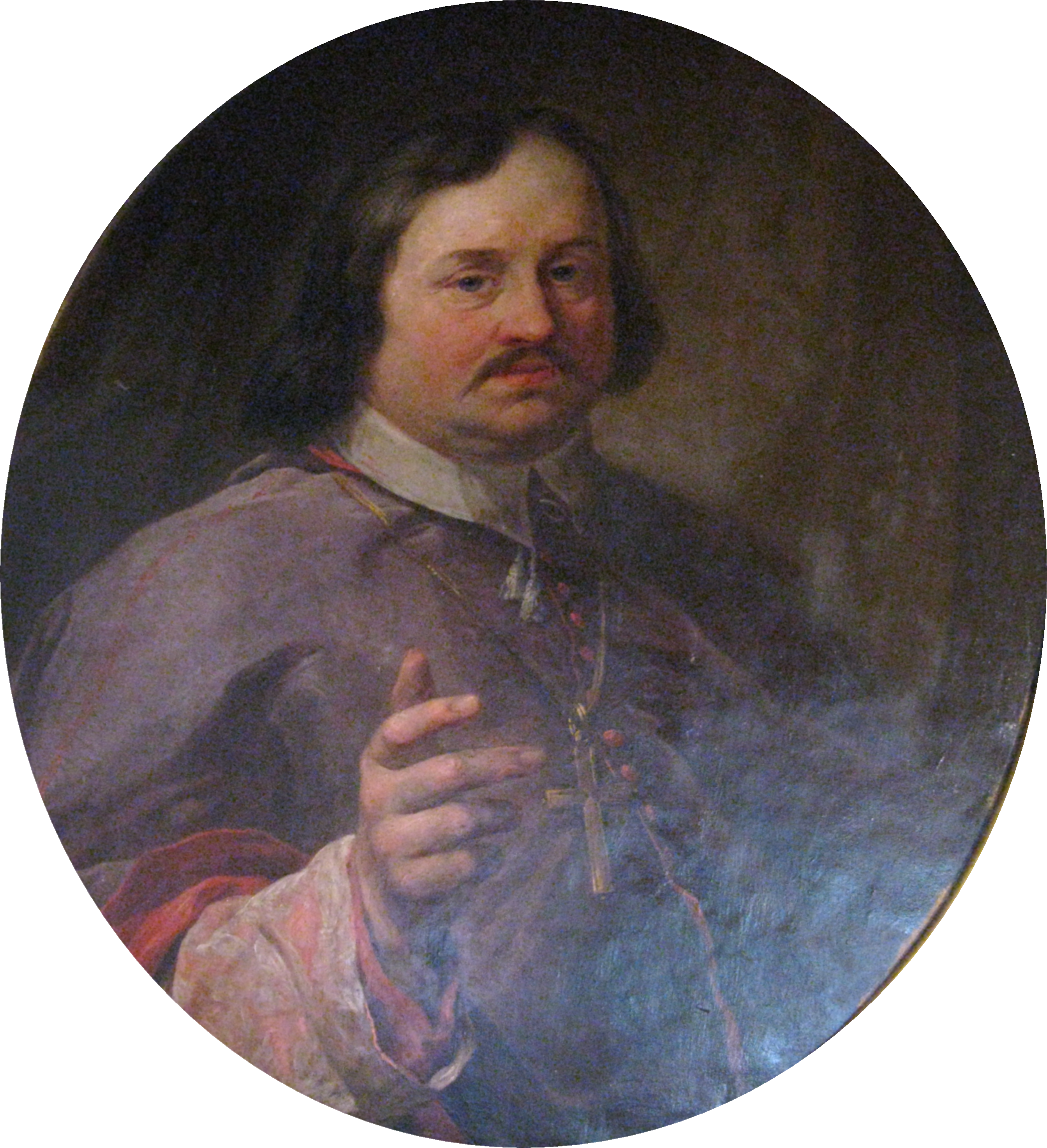
Kazimierz Florian Czartoryski
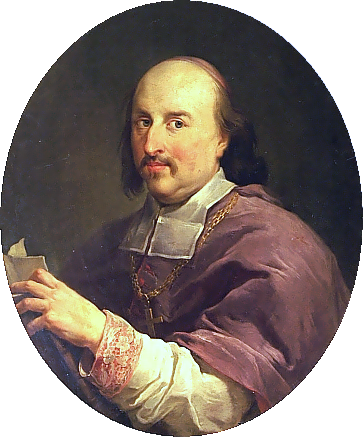
Andrzej III. Olszowski
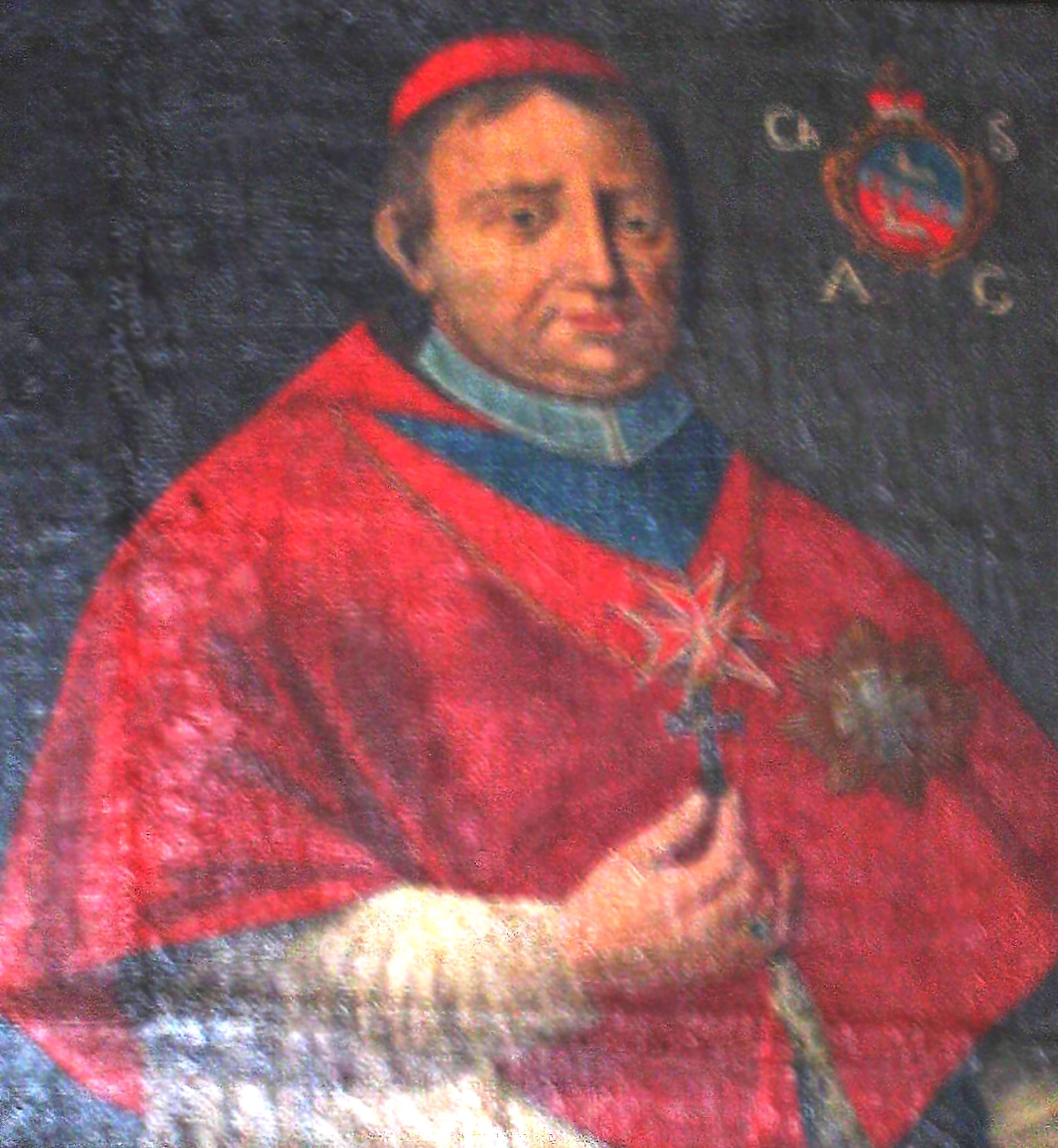
Stanislaw II. Szembek
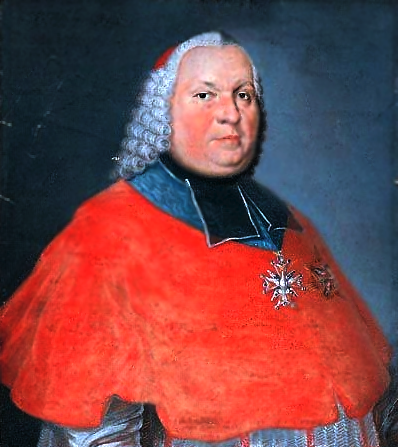
Adam Ignacy Komorowski
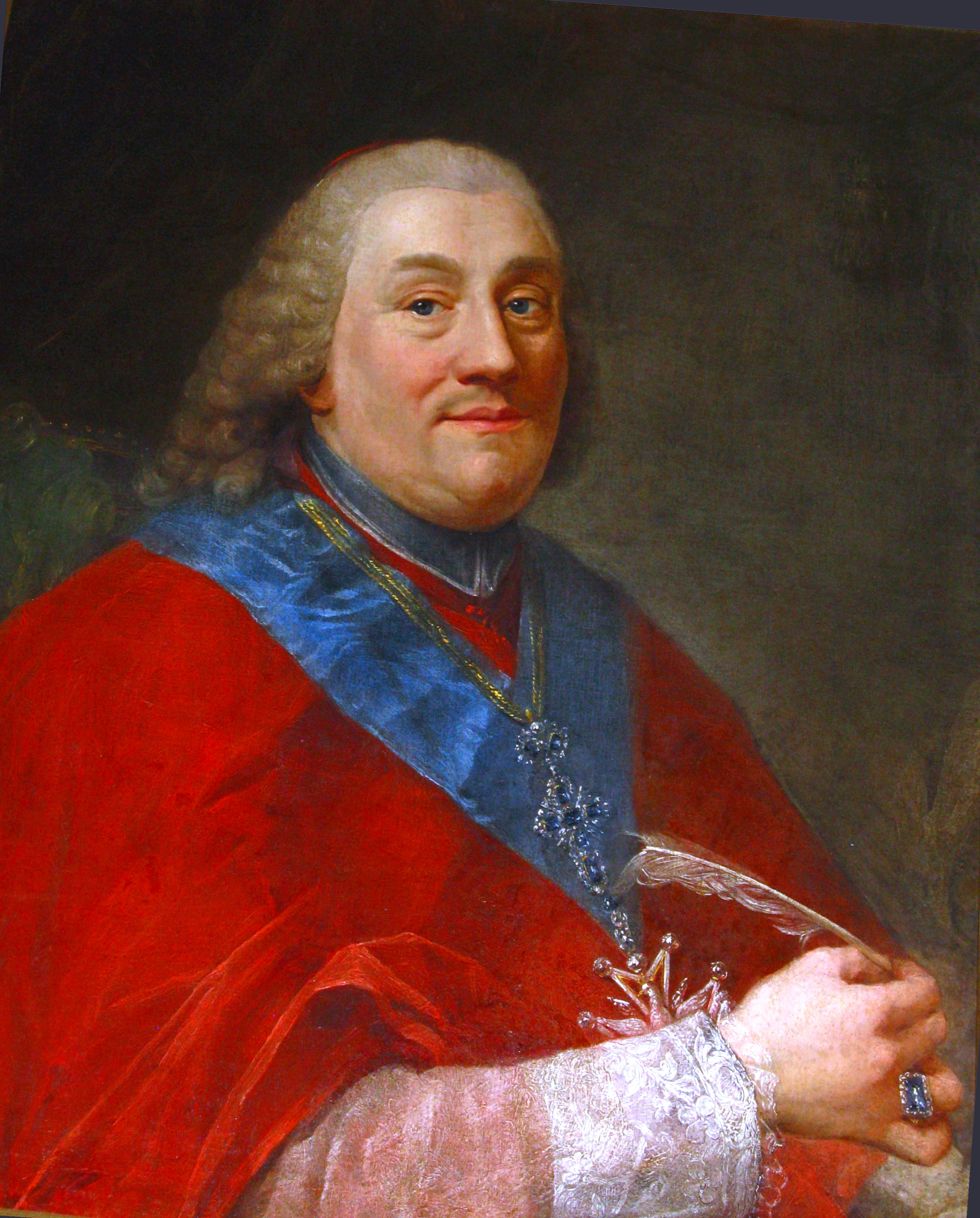
Wladyslaw II. Aleksander Lubienski
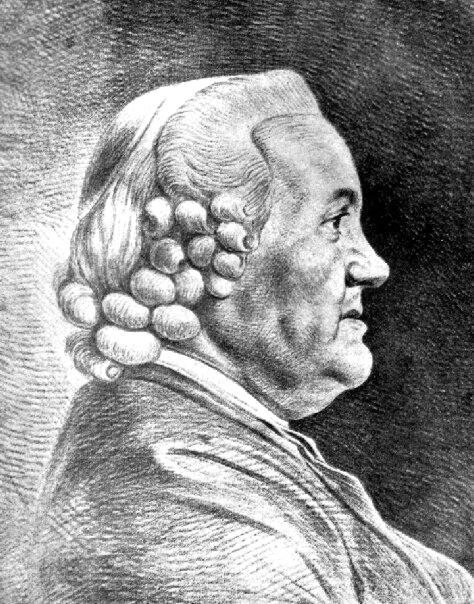
Gabriel Podolski
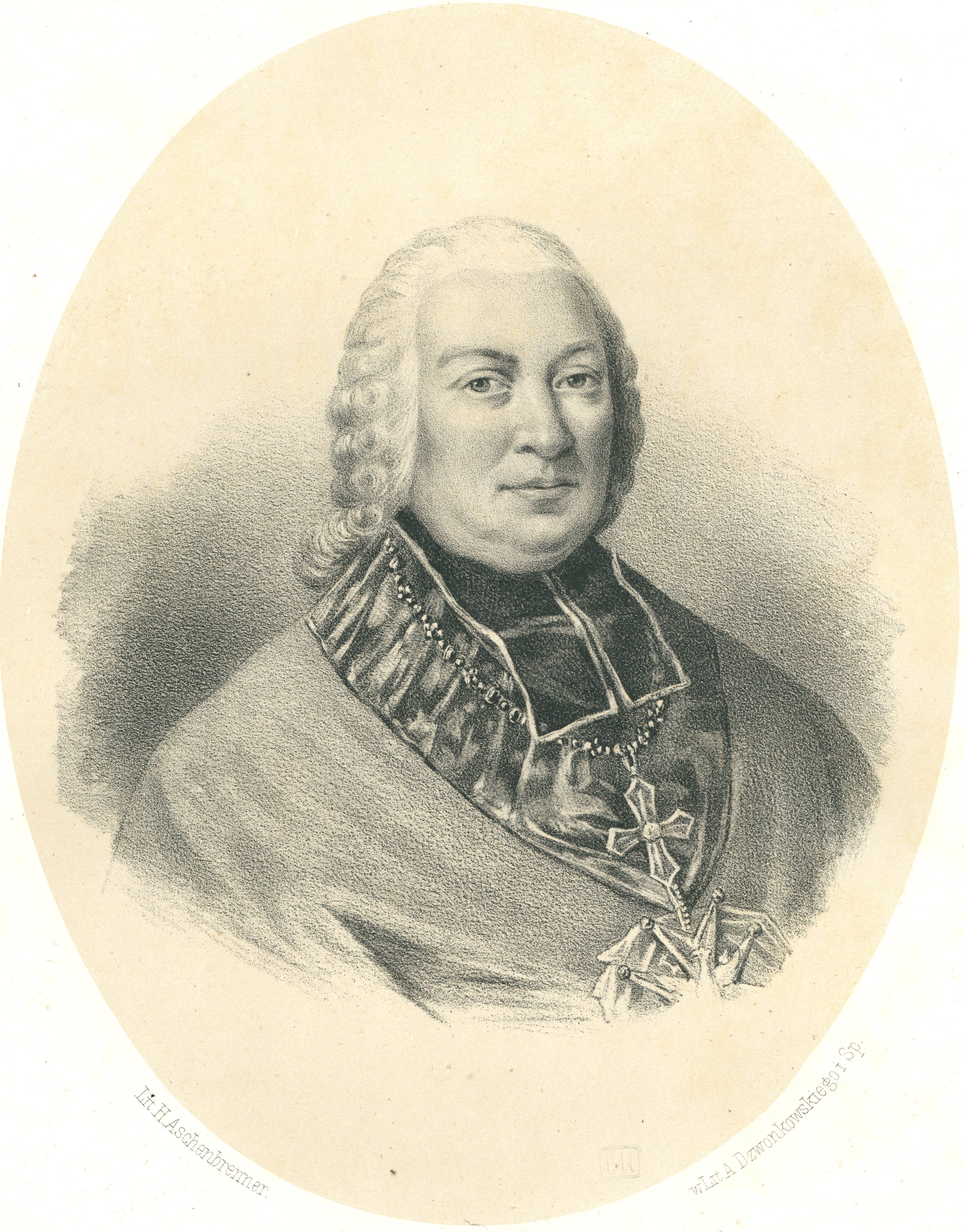
Antoni Kazimierz Ostrowski
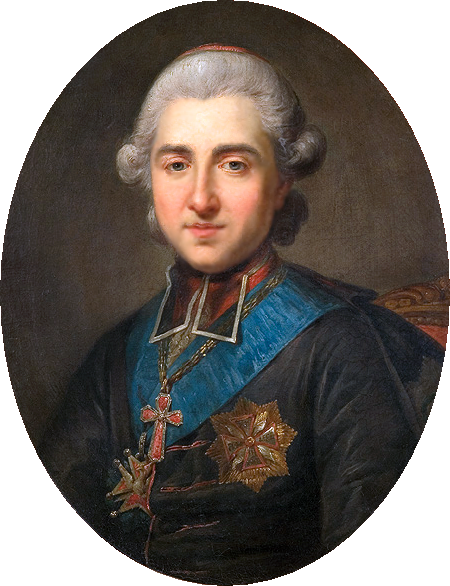
Michal II. Jerzy Poniatowski
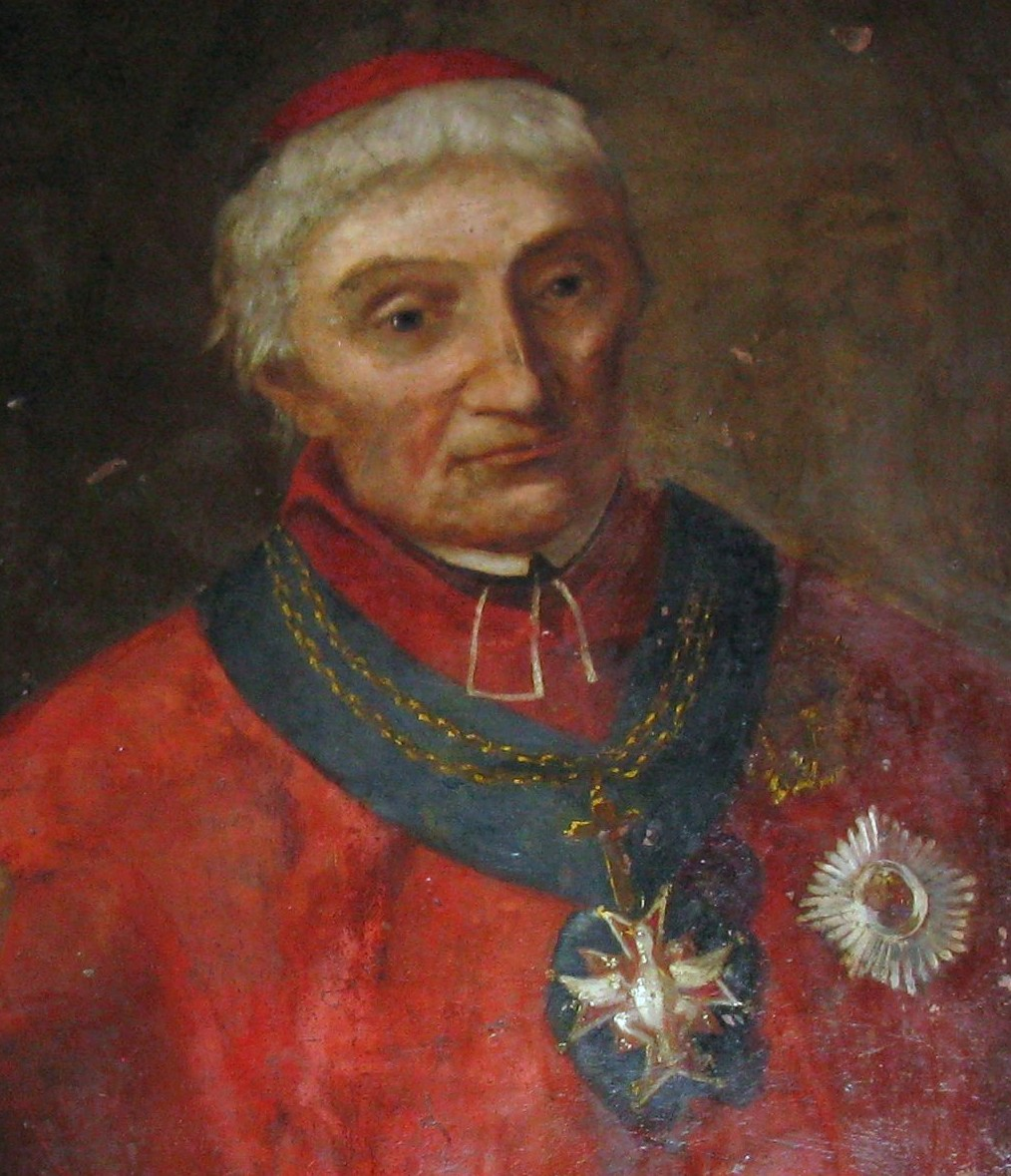
Ignatius II. Raczynski
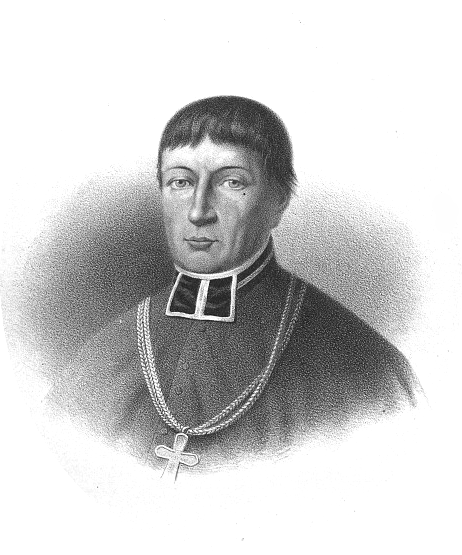
Teofil Cyprian Wolicki
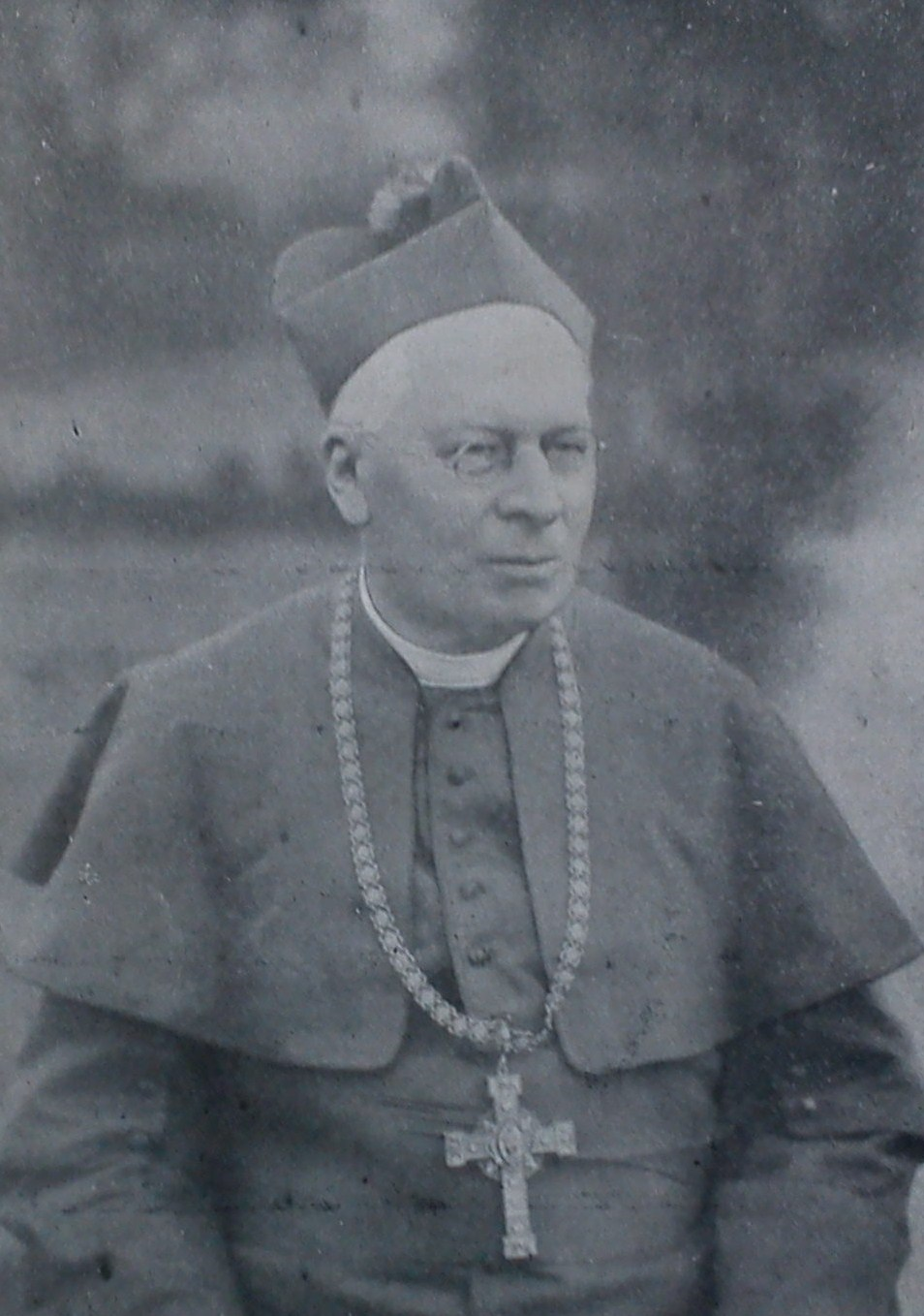
Edward Likowski